# Coloma (Wisconsin)
Coloma – miasto w Stanach Zjednoczonych, w stanie Wisconsin, w hrabstwie Waushara.